# Alice Berthier
Alice Berthier, née Alphonsine Burdet à Paris vers 1858 et morte à Paris le 29 août 1899, est une actrice française.

## Biographie

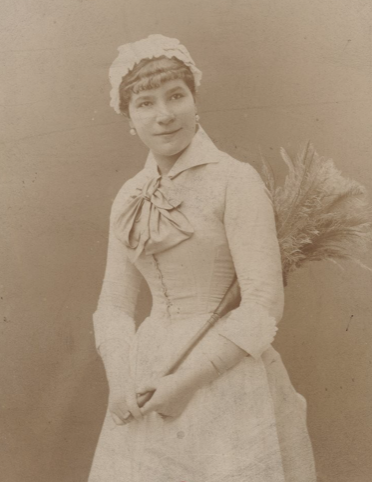
Alice Berthier comédienne (atelier Nadar).

### Jeunesse et famille
Alphonsine Berthe Burdet est probablement née vers 1858 à Paris. Ses parents, Charles Constant Burdet, employé, et Jeanne Eugénie Chalmin, s'y sont mariés en 1854.
En 1867, son père est condamné une quatrième fois pour escroquerie,: il écope alors de dix-huit mois de prison et est incarcéré à la maison centrale de Poissy.
Lorsque sa mère meurt, en 1882, son acte de décès est signé par le compositeur Gaston Serpette et par le dramaturge Georges Boyer, amis de la défunte.

### Carrière
À partir de 1874, plusieurs noms de scène probablement liés à Alphonsine Burdet apparaissent à la rubrique théâtre des journaux : Alphonsine Burdet (chanteuse comique notamment au Concert du XIXe siècle), Alphonsine Berthier à la Renaissance , puis Alice Berthier à partir de 1883.
Elle débute au café-concert, avant de devenir figurante puis commère de revue. Elle est engagée en 1886 au théâtre Antoine, commençant ainsi une belle carrière lyrique et dramatique qui durera jusqu’à la fin des années 1890. Elle passe ensuite au théâtre de la Renaissance.
À partir de 1892, Alice Berthier retourne au caf’conc, notamment au théâtre de l’Eldorado (Comédia).
Elle meurt en 1899, dans une clinique rue Blomet, d'une « longue et douloureuse maladie »,. Ses obsèques sont célébrées en l'église Saint-François-de-Sales, dans une relative indifférence.

## Théâtre et opéra-comique
- 1886 : Pêle-mêle gazette de Hector Monréal, Henri Blondeau et de Georges Grisier, musique de Gaston Serpette et Joanni Perronnet, Théâtre Antoine
- 1886 : Les Petites Manœuvres de William Busnach, théâtre Antoine
- 1886 : Place au jeûne ! de Georges Grison et Henry Buguet, Folies Bergère
- 1887 : La Petite Mariée d’Eugène Leterrier et Albert Vanloo, musique de Charles Lecocq, théâtre Antoine
- 1887 : La Fiancée des Verts-Poteaux de Maurice Ordonneau, musique d’Edmond Audran, théâtre Antoine
- 1887 : François les bas-bleus d’Ernest Dubreuil, Eugène Humbert et Paul Burani, musique de Firmin Bernicat, théâtre Antoine
- 1888 : Les Premières Armes de Louis XV d’Albert Carré, musique de Firmin Bernicat, théâtre Antoine
- 1888 : La Belle Sophie de Paul Burani et d’Eugène Adenis, musique d’Edmond Missa, théâtre Antoine
- 1889 : Les Pommes du voisin de Victorien Sardou, théâtre de Cluny
- 1889 : La Tour de Babel de Pierre Elzéar et Auguste Paër, musique de Paul Fauchey, théâtre de la Renaissance
- 1889 : Une mission délicate d’Alexandre Bisson, théâtre de la Renaissance
- 1890 : La Clé du paradis d’Alfred Duru et Henri Chivot, théâtre de la Renaissance
- 1891 : Pincés ! d’Albert Millaud, théâtre des Variétés
- 1891 : Mademoiselle Asmodée de Paul Ferrier et Charles Clairville, musique de Paul Lacôme et Victor Roger, théâtre de la Renaissance
- 1892 : Les Boussigneul de Gaston Marot, Alfred Poullin, et Édouard Philippe, musique d’Édouard Okolowicz, théâtre de la Renaissance
- 1895 : Mademoiselle Ève de Gyp, musique de Gabriel Pierné, théâtre de l'Athénée
- 1896 : 103 bis de Jean Dumoulin, théâtre d'Application